# مناطق غنية بالمغذيات فقيرة بالكلوروفيل

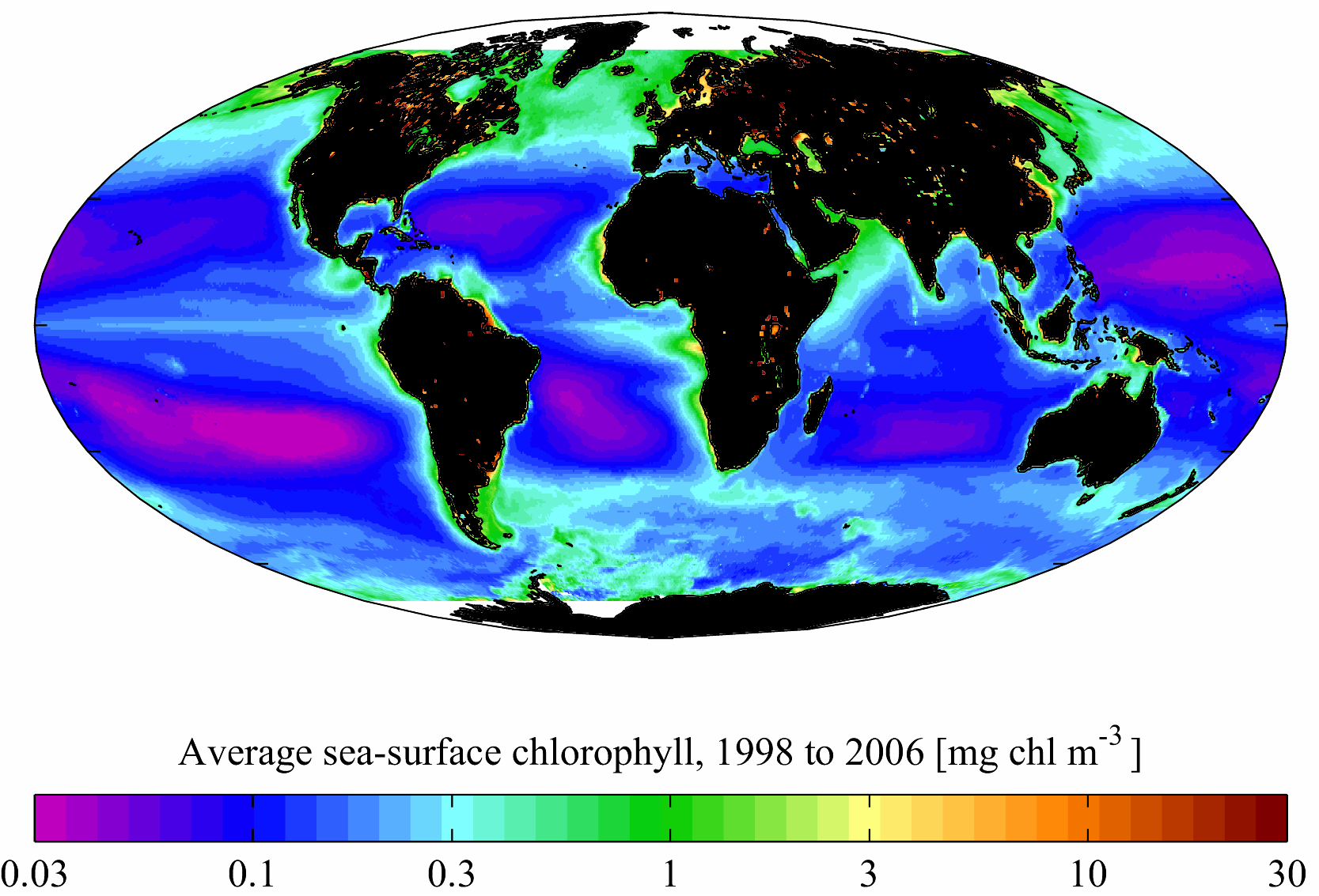
متوسط تركيز الكلوروفيل السطحي (يناير 1998 - ديسمبر 2006) من قمر SeaWIFS، بدقة 0.5° وخريطة مولفايد باستخدام MATLAB وM_Map، القيم بالمغ/م³ واللون بمقياس لوغاريتمي.

المناطق الغنية بالمغذيات الفقيرة بالكلوروفيل هي مناطق في المحيطات تكون رغم غناها بالمغذيات الدقيقة (المكروئية) ذات وفرة قليلة نسبياً من العوالق النباتية. غالباً ما تتغذى العوالق النباتية على مواد مثل النترات أو الفوسفات أو حمض السيليسيك، وتلك المغذيات تكون وافرة بكميات كبيرة نسبياً في المياه القريبة من سطح المحيط، بتراكيز في حدود ميلي مولار. من جهة أخرى، فإن المغذيات الصغرى من العناصر المعدنية مثل الحديد أو الزنك أو الكوبالت وبعض الفلزات النزرة الأخرى، تكون بتراكيز أخفض بكثير (في حدود ميكرو إلى نانومولار). عادة ما يكون النتروجين هو العامل المحدد للنظام الغذائي في المحيطات، ولكن في المناطق الغنية بالمغذيات الفقيرة بالكلوروفيل فإنه لا ينضب بشكل ملحوظ على الإطلاق. بدلاً من ذلك، فإن هذه المناطق تميل لأن يكون فيها التركيز المنخفض من الحديد القابل للاستقلاب هو العامل المحدد. وللحديد دور محوري مهم بالنسبة للعوالق النباتية، لكونه ضرورياً من أجل الإنزيمات المحفزّة ومن أجل سلسلة نقل الإلكترون.